# Iónové

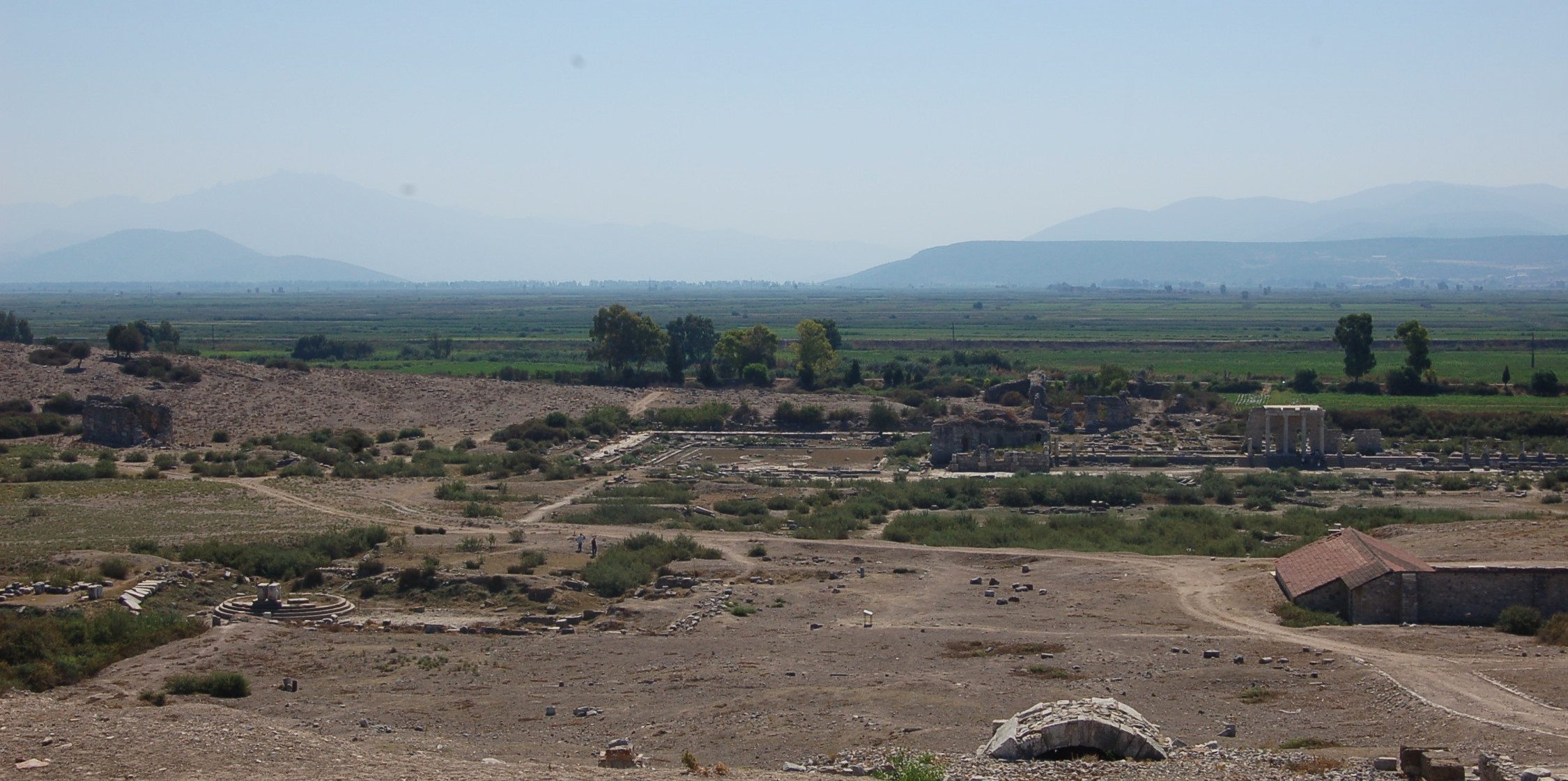
Vykopávky města Milétos, jednoho z hlavních center Iónie.

Iónové byli jedním z hlavních starověkých řeckých kmenů. Mimo Iónů k nim patřili i Achájové, Dórové a Aiólové.
Iónové obývali Attiku a Eubóiu již v období mykénském a na přelomu 2. a 1. tisíciletí př. n. l. osídlili ostrovy Egejského moře (mimo jiné například Chios a Samos) a západní pobřeží Malé Asie (mimo jiné například Kolofón, Milét a Efez). Maloasijské pobřeží bylo proto pojmenováno Iónie. Mezi Athénami a Iónií byly ve starověku speciální vazby, neboť obyvatelé Iónie odvozovali tradičně svůj původ od Athéňanů. Do jaké míry se Athéňané podíleli na kolonizaci maloasijského pobřeží je však nejasné, někteří autoři (kupř. Michael Grant) tvrdí, že role Athéňanů byla zveličena Thúkydidem. Faktem však zůstává, že Athény i Iónie používaly společný iónský dialekt.
Podle legend pocházeli Iónové ze společného předka héroa Íóna syna Xútha a vnuka Helléna, praotce všech Řeků. Athéňanům však asi takto nízký původ nebyl dost dobrý, a proto začali tvrdit, že Ión byl synem Apollóna.